# مسرح الثارثيولا

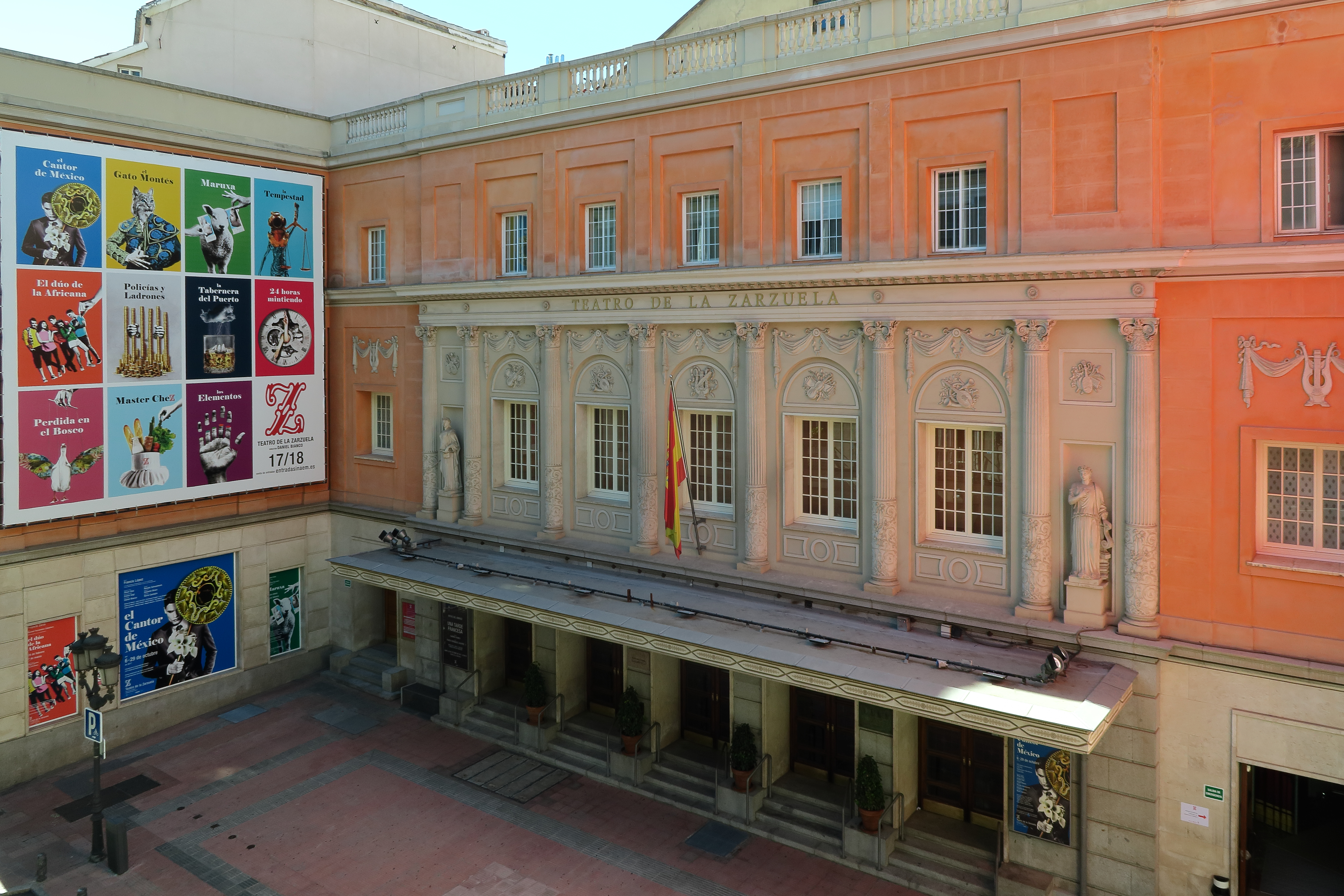
مسرح الثارثيولا (إسبانيا)

مسرح الثارثيولا هو مسرح في مدريد ( إسبانيا )، افتُتح عام ١٨٥٦، ويقع تاريخيًا في رقم ٤ من شارع جوفيلانوس ، ومنذ عام ٢٠٢٢ في ساحة تيريزا بيرجانزا ، في حي جوستيسيا . جُدد عدة مرات، وأُعلن نصبًا تذكاريًا وطنيًا عام ١٩٩٨، وهو مُدرج على قائمة المعالم الثقافية ذات الأهمية لمدينة مدريد. 
مسرح الثارثيولا هو مركز الإبداع الفني للمعهد الوطني للفنون المسرحية والموسيقي (INAEM)، الذي تتمثل مهمته الأساسية في استعادة وحفظ و مراجعة ونشر النوع الغنائى الإسباني، وخاصة الثارثيولا، وتعزيز عرضه الوطني الدولي، في إطار من الاستقلال الفني الكامل و الإبداع. المسرح هو أيضًا مكان منتظم لشركة الرقص الوطنية والباليه الوطني لإسبانيا.

## تاريخ
تم افتتاحه في 10 أكتوبر 1856، وهو عيد ميلاد الملكة إيزابيل الثانية آنذاك، وذلك بفضل مبادرة الجمعية الغنائية الإسبانية، بهدف الحصول على مساحة خاصة بها لأداء الثارثيولا في عاصمة إسبانيا. وكان المروجون لها من المعلمين المكرسين في ذلك الوقت مثل فرانسيسكو أسينجو باربييري، وخواكين غازتامبيدي، ورافائيل هيرناندو، وخوسيه إنزينجا، وفرانسيسكو سالاس، ولويس أولونا أو كريستوبال أودريد، بتمويل من المصرفي فرانسيسكو دي لاس ريفاس . وقد تم تكليف المهندس المعماري جيرونيمو دي غاندارا بالأعمال، على الرغم من أن خوسيه ماريا جوالارت نفذها، متخذًا سكالا ميلانو نموذجًا. وبالتالي، بقي مبنى على شكل حدوة حصان بثلاثة طوابق من الصناديق.

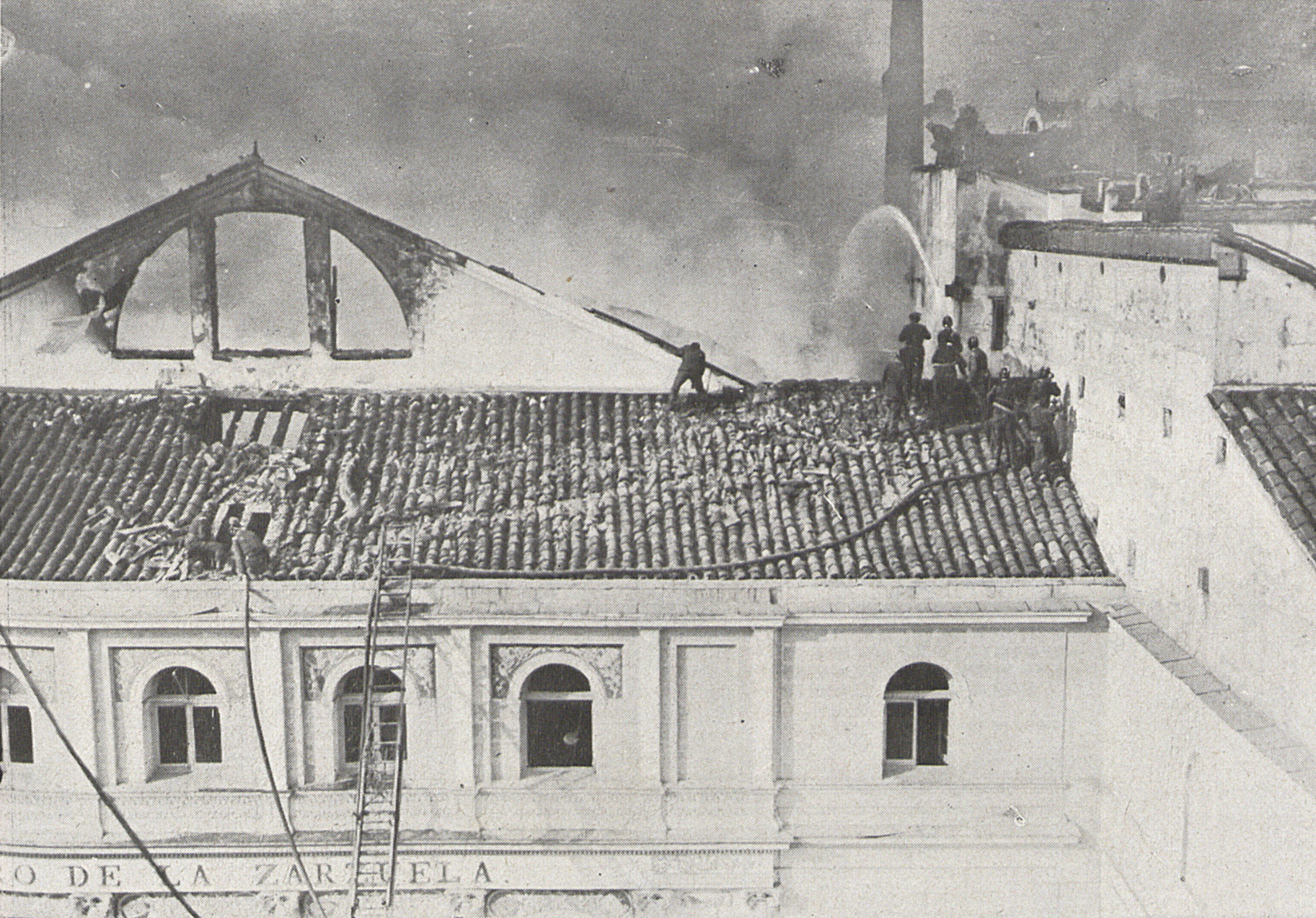
حريق في المسرح عام 1909.

خلال النصف الثاني من siglo في عام 1859 ، أصبحت المسرح المكان الركزي حيث تم عرض روائع الثارثيولا د معظمها كبيرة أو من فصلين، وتم عرضها لأول مرة للجمهور. على مدار عام 1859د قدم مسرح الثارثيولا 31 عملا. في 9 نوفمبر 1909 دمر مبني المدينة عمليا بسبب حريق هائل وبعد ذلك لم يتبقى سوى واجهته، أعيد بناؤه باستخدام كمية أقل من الخشب و المزيد من المعادن. نفذ المشروع سيزاريو إيراديير و أخرج الأعمال خوسيه مارتين دي أوباغو. في عام 1914، رفع المعلم لونا الستار بإعادة فتحه مع أوركسترا.
في 1955 ، كان المبني مملوكا لورثه الملحن رافائيل كايخا غوميز والصناعي مانويل ديل ريو بينغويشيا، ثم بيع إلى الجمعية العامة لمؤلفي إسبانيا، حيث خضع لأعمال تجديد أفقدته جزءا كبيرا من واجهته وزخارفه الداخلية. في عام 1963، أصبح المبني ملكا للدولة، وفي عام 1984، وسعت وزارة الثقافة، في ظل غياب دار أوبرا في مدريد نطاق نشاطها بالإضافة إلى الثارثيولا والأوبرا لتشمل الرقص و فلامنكو (موسيقى).
في عام 1998، وبعد إعلان المبني معلما وطنيًا قبل أربع سنوات، أعيد تصميمه، حيث أعيد ترميم جزء كبير من هيكلة وشكله الأصليين، وخصص حصريا للأوبرا الإسبانية، ومنذ يناير من ذلك العام، أصبحت أوركسترا مجتمع مدريد العازف الرئيسي في مسرح الثارثيولا.
في عام 2018، كان المسرح على وشك الاندماج مع مسرح ريال في محاولة لإنشاء دار أوبرا كبيرة في مدريد. وبالتالي أصبح مسرح الثارثيولا مسرحا ثانيا للريال. وتبع ذلك سلسلة من الإضراب التي قام بها العمال في مسرح الثارثيولا والمعهد الوطني للفنون المسرحية و الموسيقي INAEM. وفي النهاية رفضت وزارة الثقافة مشروع الاندماج هذا.
في نوفمبر عام 2023، تولت إيساماي بينافينتي منصب المدير ، وهي أول امرأة تدير المسرح في تاريخه الممتد على مدار 167 عاما .

## الأوركسترا والجوقة
منذ عام 1998، أصبحت أوركسترا مجتمع مدريد هي أوركسترا مسرح الثارثيولا. فهو لديه أيضًا جوقة خاصة بها، يقودها أنطونيو فورو منذ عام 1994. وتؤدي جوقة الثارثيولا جميع أنواع الأوبرا والثارثيولا والخطابة.

## العروض
يقدم مسرح الثارثيولا بالإضافة إلى برمجته الغنائية المنتظمة، سلسلة من الحفلا الموسيقيه، بالإضافة إلى Ambigú Notes أو Lied Cycle، حيث تكون الأغنية الغنائية القصيرة للصوت المنفرد و المرافقة تي نحور الاهتمام.
كما يجدر تسليط الضوء على المشاريع التعليمية لهذا المسرح، وخاصة (مشروع الثارثيولا من قبل الشباب وللشباب) الذي يهدف إلى تقريب الثارثيولا من الشباب من خلال تكييف الكلاسيكيات و أيضا يقدم على مسرح الثارثيولا سانتيه غنائية أشهرها رقصة لويس ألونسو (دراما) التى تم عرضها لأول مره في مسرح الثارثيولا في مدريد عام 27 فبراير 1896.

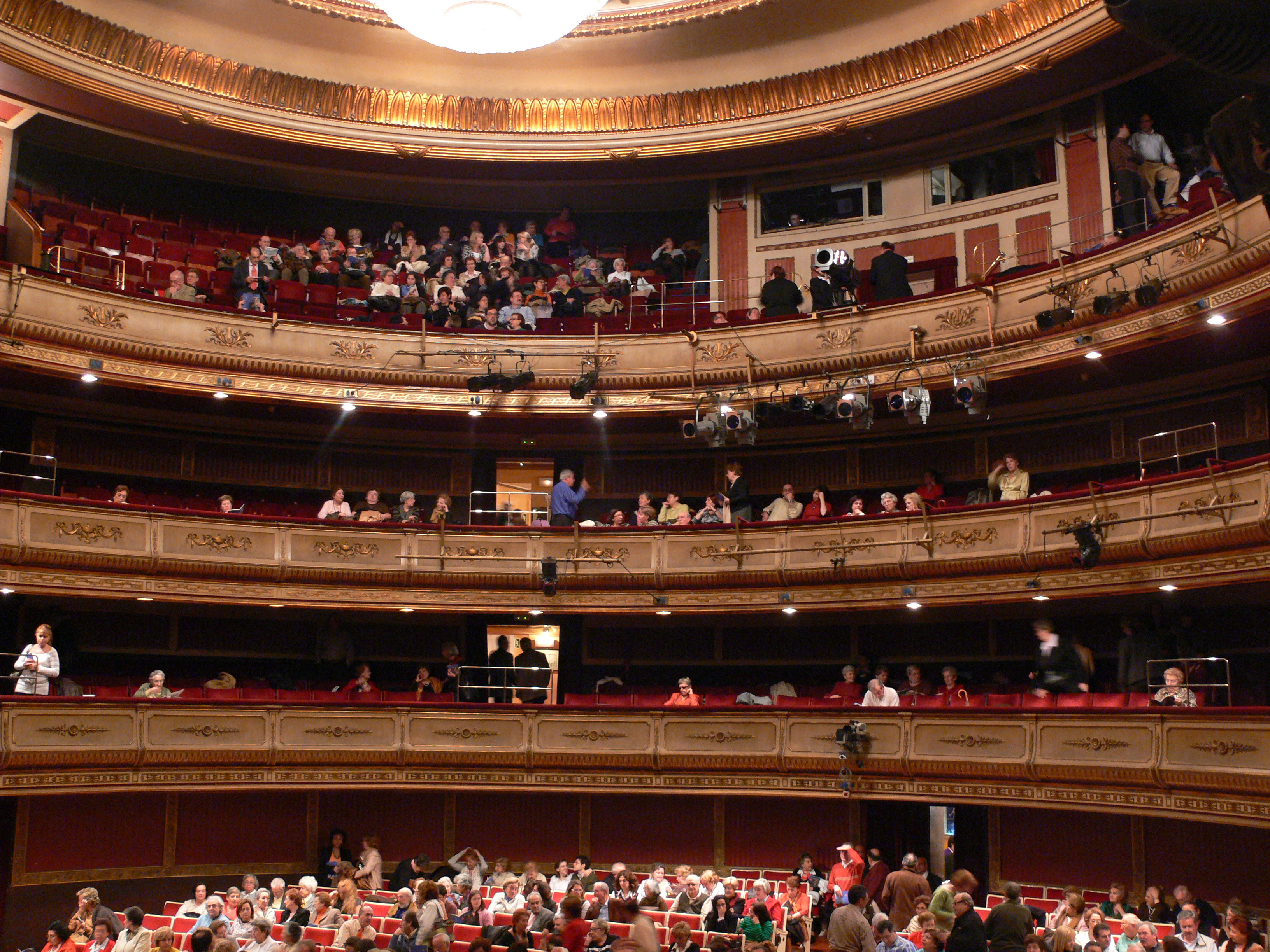
المسرح من الداخل.

## مخرج
- فيسينتي ليو بارباستر
- أماديو فيفيس (1908-؟)
- فيديريكو مورينو توروبا
- بابلو لونا (1925-؟)
- باولو بينامونتي (2011-2015) [2]
- دانييل بيانكو (2015-2023)
- إيساماي بينافينتي (2023 إلى الوقت الحاضر)